# プラチナ映像アワード
神がかりハプニング!プラチナ映像アワード（かみがかりはぷにんぐ!ぷらちなえいぞうあわーど）とは、
TBS系列で2013年1月4日、12月25日、2015年1月11日に放送された特別番組（NG集番組）である。MCはダウンタウン・浜田雅功と篠田麻里子。

## 概要
TBSテレビをはじめとするJNN系列各局の映像ライブラリーには、ニュース映像、情報映像、ドラマやバラエティ番組などのエンターテインメントコンテンツなど膨大な映像がストックされている。その中から、全国各地のアナウンサーのNGシーンやドラマNG集、バラエティ番組名シーン等選りすぐりのハプニング映像を部門別にノミネート作品として紹介していき、最終的にプラチナ映像アワードグランプリを決定し賞金100万円が贈られていた。
スタジオにはゲストとして芸人やタレントに加え、JNN28局の女性アナウンサーも集結していた。

## 放送リスト
- 第1回[1] … 2013年1月4日
- 第2回[2] … 2013年12月25日
- 第3回[3] … 2015年1月11日

## 主な出演者

### MC[1][2][3]
- 浜田雅功（ダウンタウン）
- 篠田麻里子

### ゲスト
第1回
- 梅田彩佳（AKB48）
- 遠藤章造（ココリコ）
- キャイ〜ン（天野ひろゆき・ウド鈴木）
- クリス松村
- 鈴木奈々
- すみれ
- JOY
- 立石諒
- ハリセンボン（近藤春菜・箕輪はるか）
- 日村勇紀（バナナマン）
- 藤本敏史（FUJIWARA）
- YOU
- 横山由依（AKB48）

第2回
- 中村昌也
- 小島瑠璃子
- YOU
- 大久保佳代子（オアシズ）
- 福田彩乃
- 遠藤章造（ココリコ）
- 品川祐（品川庄司）
- 小籔千豊
- キャイ〜ン（天野ひろゆき・ウド鈴木）

第3回
- 澤部佑（ハライチ）
- 光浦靖子（オアシズ）
- 鈴木奈々
- 陣内智則
- 遠藤章造（ココリコ）
- 足立梨花
- キャイ〜ン（天野ひろゆき・ウド鈴木）

### JNN系列28局女性アナウンサー
第2回
- 北海道放送 高橋友理
- 青森テレビ 駒井亜由美
- IBC岩手放送 冨田奈央子
- 東北放送 名久井麻利
- テレビユー山形 矢作有美花
- テレビユー福島 小野美希
- TBSテレビ 江藤愛
- テレビ山梨 永野絵理佳
- 新潟放送 手島千尋
- 信越放送 長谷川萌
- チューリップテレビ 鎌田香奈
- 北陸放送 福島彩乃
- 静岡放送 重長智子
- CBCテレビ 青木まな
- 毎日放送 豊崎由里絵
- 山陽放送 守口香織
- 中国放送 久保田夏菜
- 山陰放送 平川彩佳
- テレビ山口 佐藤けい
- あいテレビ 中山京子
- テレビ高知 畠山園佳
- RKB毎日放送 壽老麻衣
- 長崎放送 豊﨑なつき
- 熊本放送 柿木綾乃
- 大分放送 飯倉寛子
- 宮崎放送 川島恵
- 南日本放送 豊平有香
- 琉球放送 宮城杏里

## 放送内容
第1回
- 笑撃の未公開シーン連発!ドラマNG賞　
  - 男優部門
  - 女優部門
  - アクシデント部門
- 想像を超えた奇跡の瞬間!バラエティ番組賞
- ご当地限定!JNNここだけニュース
- まさかの大失態!?アナウンサーハプニング賞　
  - 男子アナ部門
  - 女子アナ部門
- 事件は現場で起こった!JNNハプニング映像賞

第2回
- 笑撃の未公開シーン連発!ドラマNG部門
- 想像を超えた奇跡の瞬間!バラエティ番組部門
- まさかの大失態!?アナウンサーハプニング部門
- 事件は現場で起こった!JNNハプニング映像部門
- ご当地限定!ここだけニュース

第3回
- 笑撃の未公開シーン連発! ドラマNG集
- 想像を超えた奇跡の瞬間! バラエティ番組
- まさかの大失態!? アナウンサーハプニング
- 事件は現場で起こった! JNNハプニング映像
- ご当地限定! ここだけニュース

## 主なスタッフ

### 2013年12月25日時点
- ナレーター：太田真一郎、山田みほ、阪田マサノブ、吉見幸洋／服部潤
- 構成：高須光聖、都築浩／海老根豊、櫻井昭宏、槙田英司、荘所哲也
- TM：高松央
- TD：坂口司
- VE：佐藤公幸
- カメラ：荻野祐也
- 音声：松本康祐
- 照明：鹿島雄司
- 編集：大北恵美
- MA：右田安昌
- 音効：長濱麻衣子
- 美術プロデューサー：三須明子
- 美術デザイナー：中川日向子
- 美術制作：宗次宏光
- 装置：坂本進
- 操作：山本晃靖
- 装飾：森田琴衣
- 電飾：阿部達矢
- メカシステム：濱口利行
- 特殊効果：星野達哉
- 造花装飾：儀同博子
- ヘアメイク：大野志穂
- CG：梅澤智仁
- 技術協力：東通、アックス、エヌ・エス・ティー、タムコ、ラ・ルーチェ
- 映像協力：北海道放送、青森テレビ、テレビユー山形、IBC岩手放送、東北放送、テレビユー福島、テレビ山梨、新潟放送、信越放送、チューリップテレビ、北陸放送、静岡放送、中部日本放送、毎日放送、山陽放送、中国放送、山陰放送、テレビ山口、あいテレビ、テレビ高知、RKB毎日放送、長崎放送、熊本放送、大分放送、宮崎放送、南日本放送、琉球放送
- 制作協力：J.O.P
- 編成：時松隆吉
- TK：常藤直子
- デスク：渡辺香織
- AD：藤原藍子、亀井明日香、前泊佑樹、大石佳奈、伊東愛
- アシスタントプロデューサー：平佐智子、宮崎直美、伊藤智世
- ディレクター：大谷裕、若菜久利、青木孝之、肥後智一、佐久間充
- 協力プロデューサー：實原邦之／柳岡秀一
- プロデューサー：木田将也
- 総合演出・プロデューサー：渡辺英樹
- エグゼグティブプロデューサー：安田淳
- 製作著作：TBS

## ネット局と放送時間
| 放送対象地域   | 放送局             | 第1回                      | 第2回                        | 第3回                       |
| -------------- | ------------------ | -------------------------- | ---------------------------- | --------------------------- |
| 関東広域圏     | TBSテレビ          | 2013年1月4日 18:00 - 21:00 | 2013年12月25日 18:30 - 20:54 | 2015年1月11日 21:00 - 22:53 |
| 北海道         | 北海道放送         | 2013年1月4日 18:00 - 21:00 | 2013年12月25日 18:30 - 20:54 | 2015年1月11日 21:00 - 22:53 |
| 青森県         | 青森テレビ         | 2013年1月4日 18:00 - 21:00 | 2013年12月25日 18:30 - 20:54 | 2015年1月11日 21:00 - 22:53 |
| 岩手県         | IBC岩手放送        | 2013年1月4日 18:00 - 21:00 | 2013年12月25日 18:30 - 20:54 | 2015年1月11日 21:00 - 22:53 |
| 宮城県         | 東北放送           | 2013年1月4日 18:00 - 21:00 | 2013年12月25日 18:30 - 20:54 | 2015年1月11日 21:00 - 22:53 |
| 山形県         | テレビユー山形     | 2013年1月4日 18:00 - 21:00 | 2013年12月25日 18:30 - 20:54 | 2015年1月11日 21:00 - 22:53 |
| 福島県         | テレビユー福島     | 2013年1月4日 18:00 - 21:00 | 2013年12月25日 18:30 - 20:54 | 2015年1月11日 21:00 - 22:53 |
| 山梨県         | テレビ山梨         | 2013年1月4日 18:00 - 21:00 | 2013年12月25日 18:30 - 20:54 | 2015年1月11日 21:00 - 22:53 |
| 長野県         | 信越放送           | 2013年1月4日 18:00 - 21:00 | 2013年12月30日 14:30 - 16:54 | 2015年1月11日 21:00 - 22:53 |
| 新潟県         | 新潟放送           | 2013年1月4日 18:00 - 21:00 | 2013年12月25日 18:30 - 20:54 | 2015年1月11日 21:00 - 22:53 |
| 静岡県         | 静岡放送           | 2013年1月4日 18:00 - 21:00 | 2013年12月25日 18:30 - 20:54 | 2015年1月11日 21:00 - 22:53 |
| 中京広域圏     | 中部日本放送       | 2013年1月4日 18:00 - 21:00 | 2013年12月25日 18:30 - 20:54 | 2015年1月11日 21:00 - 22:53 |
| 富山県         | チューリップテレビ | 2013年1月4日 18:00 - 21:00 | 2013年12月25日 18:30 - 20:54 | 2015年1月11日 21:00 - 22:53 |
| 石川県         | 北陸放送           | 2013年1月4日 18:00 - 21:00 | 2013年12月25日 18:30 - 20:54 | 2015年1月11日 21:00 - 22:53 |
| 近畿広域圏     | 毎日放送           | 2013年1月4日 18:00 - 21:00 | 2013年12月25日 18:30 - 20:54 | 2015年1月11日 21:00 - 22:53 |
| 鳥取県・島根県 | 山陰放送           | 2013年1月4日 18:00 - 21:00 | 2013年12月25日 18:30 - 20:54 | 2015年1月11日 21:00 - 22:53 |
| 岡山県・香川県 | 山陽放送           | 2013年1月4日 18:00 - 21:00 | 2013年12月25日 18:30 - 20:54 | 2015年1月11日 21:00 - 22:53 |
| 広島県         | 中国放送           | 2013年1月4日 18:00 - 21:00 | 2013年12月31日 11:50 - 14:14 | 2015年1月11日 21:00 - 22:53 |
| 山口県         | テレビ山口         | 2013年1月4日 18:00 - 21:00 | 2013年12月25日 18:30 - 20:54 | 2015年1月11日 21:00 - 22:53 |
| 愛媛県         | あいテレビ         | 2013年1月4日 18:00 - 21:00 | 2013年12月25日 18:30 - 20:54 | 2015年1月11日 21:00 - 22:53 |
| 高知県         | テレビ高知         | 2013年1月4日 18:00 - 21:00 | 2013年12月25日 18:30 - 20:54 | 2015年1月11日 21:00 - 22:53 |
| 福岡県         | RKB毎日放送        | 2013年1月4日 18:00 - 21:00 | 2013年12月25日 18:30 - 20:54 | 2015年1月11日 21:00 - 22:53 |
| 長崎県         | 長崎放送           | 2013年1月4日 18:00 - 21:00 | 2013年12月25日 18:30 - 20:54 | 2015年1月11日 21:00 - 22:53 |
| 熊本県         | 熊本放送           | 2013年1月4日 18:00 - 21:00 | 2013年12月25日 18:30 - 20:54 | 2015年1月11日 21:00 - 22:53 |
| 大分県         | 大分放送           | 2013年1月4日 18:00 - 21:00 | 2013年12月31日 12:30 - 14:54 | 2015年1月11日 21:00 - 22:53 |
| 宮崎県         | 宮崎放送           | 2013年1月4日 18:00 - 21:00 | 2013年12月25日 18:30 - 20:54 | 2015年1月11日 21:00 - 22:53 |
| 鹿児島県       | 南日本放送         | 2013年1月4日 18:00 - 21:00 | 2013年12月30日 24:00 - 26:24 | 2015年1月11日 21:00 - 22:53 |
| 沖縄県         | 琉球放送           | 2013年1月4日 18:00 - 21:00 | 2013年12月25日 18:30 - 20:54 | 2015年1月11日 21:00 - 22:53 |